# جنبش چهارم مه
جنبش چهارم مه (انگلیسی: May Fourth Movement)، یک جنبش فرهنگی و سیاسی ضد امپریالیسم بود، که از تظاهرات دانش‌جویی در پکن، مورخ ۴ مه ۱۹۱۹ آغاز شد. این جنبش در اعتراض به واکنش ضعیف حکومت چین به پیمان ورسای، به‌ویژه اجازه‌ی این حکومت به ژاپن برای تصرف سرزمین‌هایی در شاندونگ، شکل گرفت، که پس از محاصره‌ی چینگ‌تائو، توسط امپراتوری آلمان تسلیم شده‌بود. این تظاهرات موجب برانگیختن اعتراضات ملی شد، و سبب‌ساز خیزش ناگهانی ملی‌گرایی چینی گردید؛ تغییر جهتی به‌سوی بسیج سیاسی، به‌دور از فعالیت‌های فرهنگی، و حرکتی به‌سمت پای‌گاه پوپولیستی جنبش، به‌جای نخبگان روشن‌فکری. بسیاری از رهبران سیاسی و اجتماعی دهه‌های آینده در این زمان پدید آمدند. اصطلاح «جنبش چهارم مه» در یک معنای وسیع‌تر معمولاً به دوره‌ی ۱۹۱۵ تا ۱۹۲۱ گفته می‌شود که بیش‌تر با نام جنبش فرهنگ جدید خوانده می‌شود.